# تپه قربان عاشق
تپه قربان عاشق مربوط به دوره اشکانیان است و در شهرستان جاجرم، بخش مرکزی، ۳ کیلومتری جنوب غرب شهر گرمه جاجرم واقع شده و این اثر در تاریخ ۲۸ اسفند ۱۳۸۵ با شمارهٔ ثبت ۱۸۷۳۵ به‌عنوان یکی از آثار ملی ایران به ثبت رسیده است.